# Лиза фон Изенбург-Аренфелс
Лиза фон Изенбург-Аренфелс (на немски: Lysa von Isenburg-Arenfels; † ок. 30 ноември 1403) от Изенбург-Аренфелс, е чрез женитба графиня на Изенбург-Браунсберг-Вид.

## Произход
Тя е дъщеря на Герлах II фон Изенбург-Аренфелс († 1371) и втората му съпруга графиня Демут фон Нойенар († 1364), дъщеря на Йохан I фон Рьозберг-Зафенберг († сл. 1334) и първата му съпруга Бонета фон Юден († сл. 1291).
Лиза фон Изенбург умира ок. 30 ноември 1403 г. и е погребана в манастир Ромерсдорф.

## Фамилия
Лиза фон Изенбург-Аренфелс се омъжва пр. 11 ноември 1362 г. за граф Вилхелм фон Изенбург-Вид († 1383), син на Бруно IV фон Изенбург-Браунсберг († 1325) и съпругата му Хайлвиг фон Катценелнбоген († 1346). Тя е третата му съпруга. Те имат децата:
- Герлах фон Изенбург-Браунсберг-Вид († 1413), женен на 27 септември 1376 г. за Агнес фон Изенбург († 1402)
- Вилхелм фон Изенбург-Браунсберг (* ок. 1369; † между 8 февруари 1439 и 8 юни 1446), домхер в Трир (1385), каноник в Св. Гереон в Кьолн (1388 – 1389), приор в Ст. Георг в Лимбург, архдякон в Трир, каноник в Св. Кастор в Кобленц (1392), приор в Карден, каноник в Аахен (1420)